# Süleyman Atlı
Süleyman Atlı (né le 27 juillet 1994 à Aydın) est un lutteur libre turc.
Il participe aux Jeux olympiques de 2016. Il est médaillé de bronze des moins de 57 kg aux Championnats d'Europe de lutte 2017 et aux Championnats du monde de lutte 2018.
Il remporte le titre lors des Championnats d'Europe de lutte 2019. Il est médaillé de bronze des moins de 57 kg aux Jeux européens de 2019 à Minsk, médaillé d'argent dans la même catégorie aux Championnats d'Europe de lutte 2020 et médaillé d'or dans cette catégorie aux Championnats d'Europe de lutte 2021. Il est ensuite médaillé d'argent des moins de 61 kg  aux Championnats d'Europe de lutte 2022 et médaillé d'argent des moins de 57 kg aux Championnats d'Europe de lutte 2023.